# Cantonul Briançon-Nord
Cantonul Briançon-Nord este un canton din arondismentul Briançon, departamentul Hautes-Alpes, regiunea Provence-Alpes-Côte d'Azur, Franța.

## Comune
- Briançon (parțial, reședință)
- Montgenèvre
- Névache
- Val-des-Prés